# Eunice marenzelleri
Eunice marenzelleri är en ringmaskart som beskrevs av Gravier 1900. Eunice marenzelleri ingår i släktet Eunice och familjen Eunicidae. Inga underarter finns listade i Catalogue of Life.